# Церковь Святого Степаноса (Ашагы-Айлис)
Церковь Святого Степаноса или Церковь Святой Троицы (арм. Սուրբ Ստեփանոս եկեղեցի (Ներքին Ագուլիս); арм. Սուրբ Երրորդություն եկեղեցի; Сурб Степанос или Сурб Ерордутюн) — ныне утраченная армянская церковь, основанная в XII или XIII веке, отреставрированная в XVII и XIX веках, располагавшаяся в селе Нижний Агулис Ордубадского района Нахичеванской Автономной Республики Азербайджана. Была полностью разрушена к 3 февралю 2000 года, что запечатлено на спутниковом снимке IKONOS.

## История
Нижний Агулис является одними из основных населенных пунктов провинции Гохтн исторической Армении. Когда-то это было населённое армянами село. Оно пришло в запустение в 1919—1920 годах.
Рядом с церковью Святого Степаноса располагалась церковь Святого Знамения (Сурб Ншан). Обе церкви отмечены на советских топографических картах масштаба 1:50 1936, 1941 и 1977 годов.
По словам историка Айвазяна А. А., церковь Святого Степаноса была основана в XII—XIII веках. В XVII веке была отреставрирована во время бума церковного строительства в Восточной Армении, находившейся тогда под контролем Сефевидского Ирана.

## Устройство церкви
Церковь представляла собой куполообразную базилику, которая все ещё стояла, когда историк Аргам Айвазян обследовал это место в последние годы СССР. На плоской крыше находился купол с восьмигранным барабаном. План предусматривал пятигранную апсиду снаружи и крыльцо в западном торце. Внутренние стены были украшены армянскими надписями и фрагментами фресок.